# Метрополітен

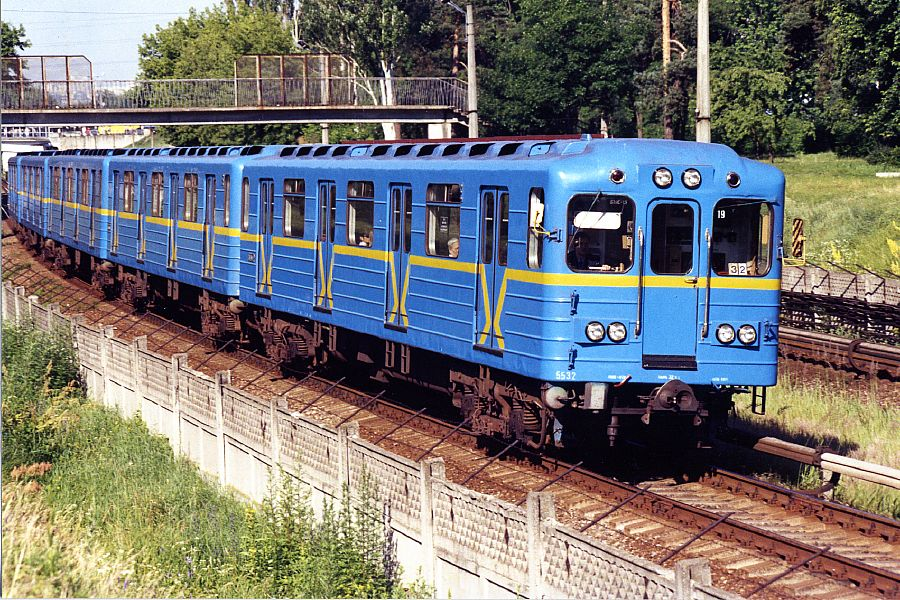
Потяг київського метрополітену

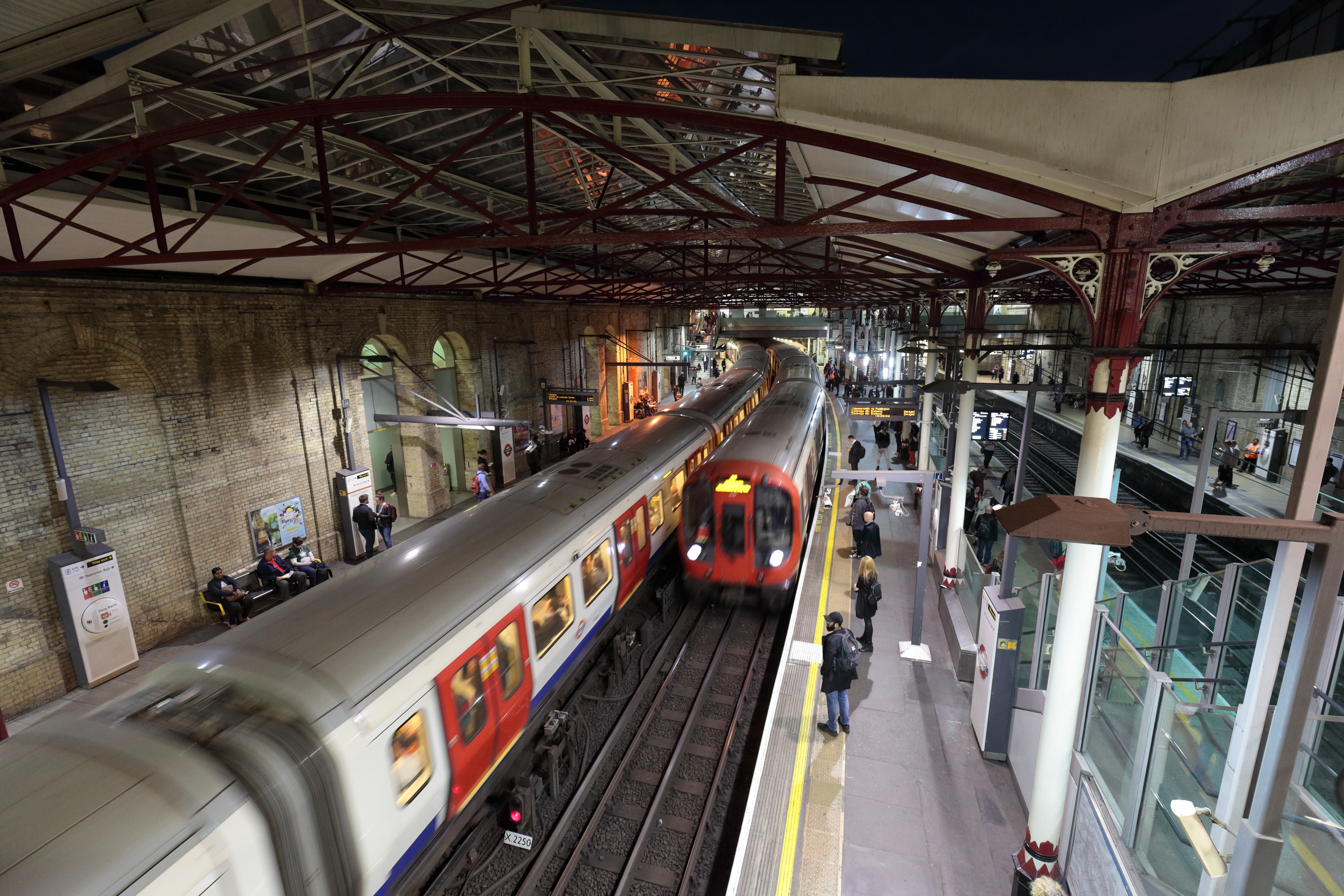
Лондонський метрополітен (на передньому плані) і лінії приміського сполучення (за відокремлювачем)

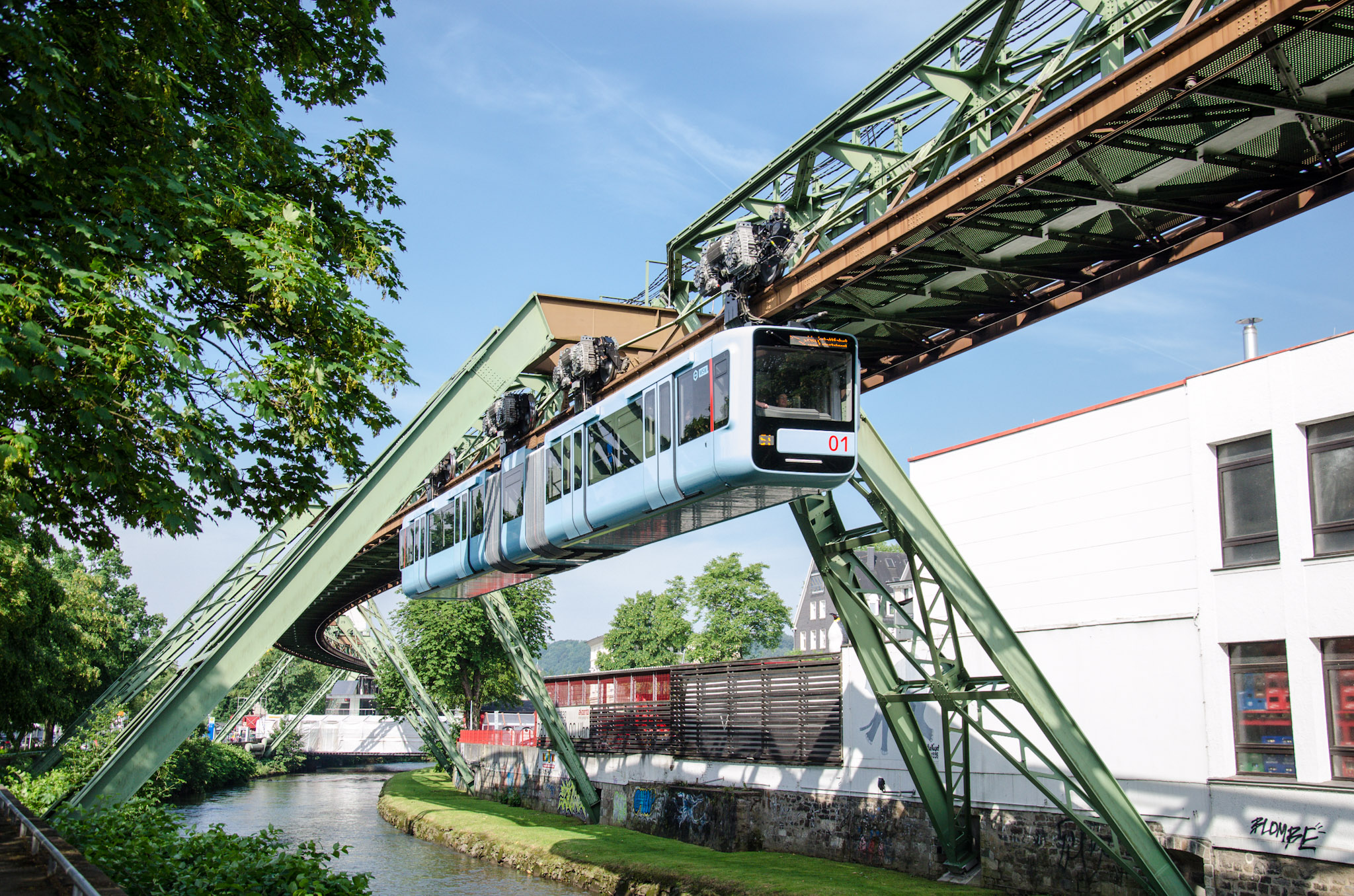
Підвісна залізниця (монорейка) у Вупперталі, Німеччина. Фактично є повноцінним метрополітеном

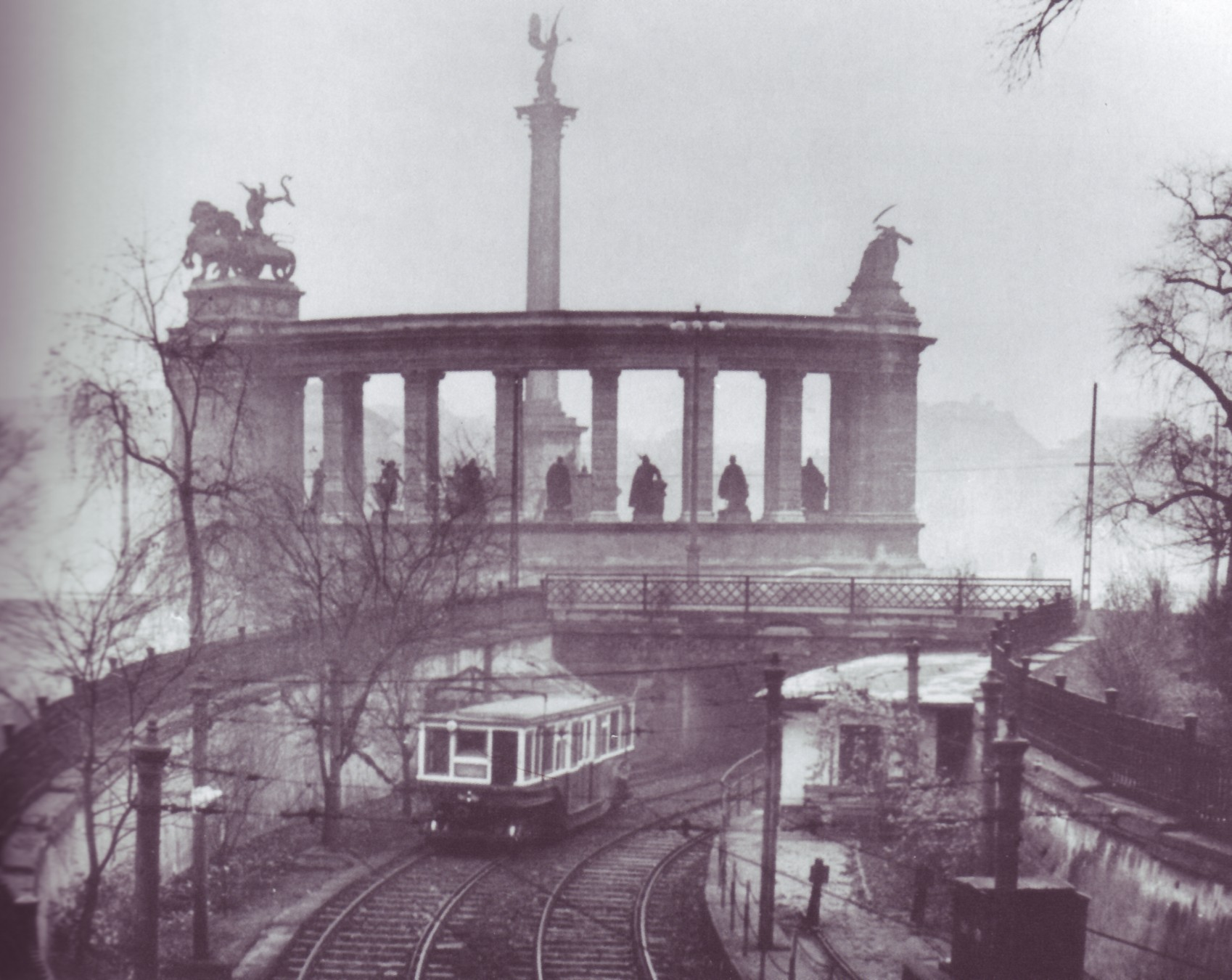
Електрична підземка в Будапешті — перша в континентальній Європі.

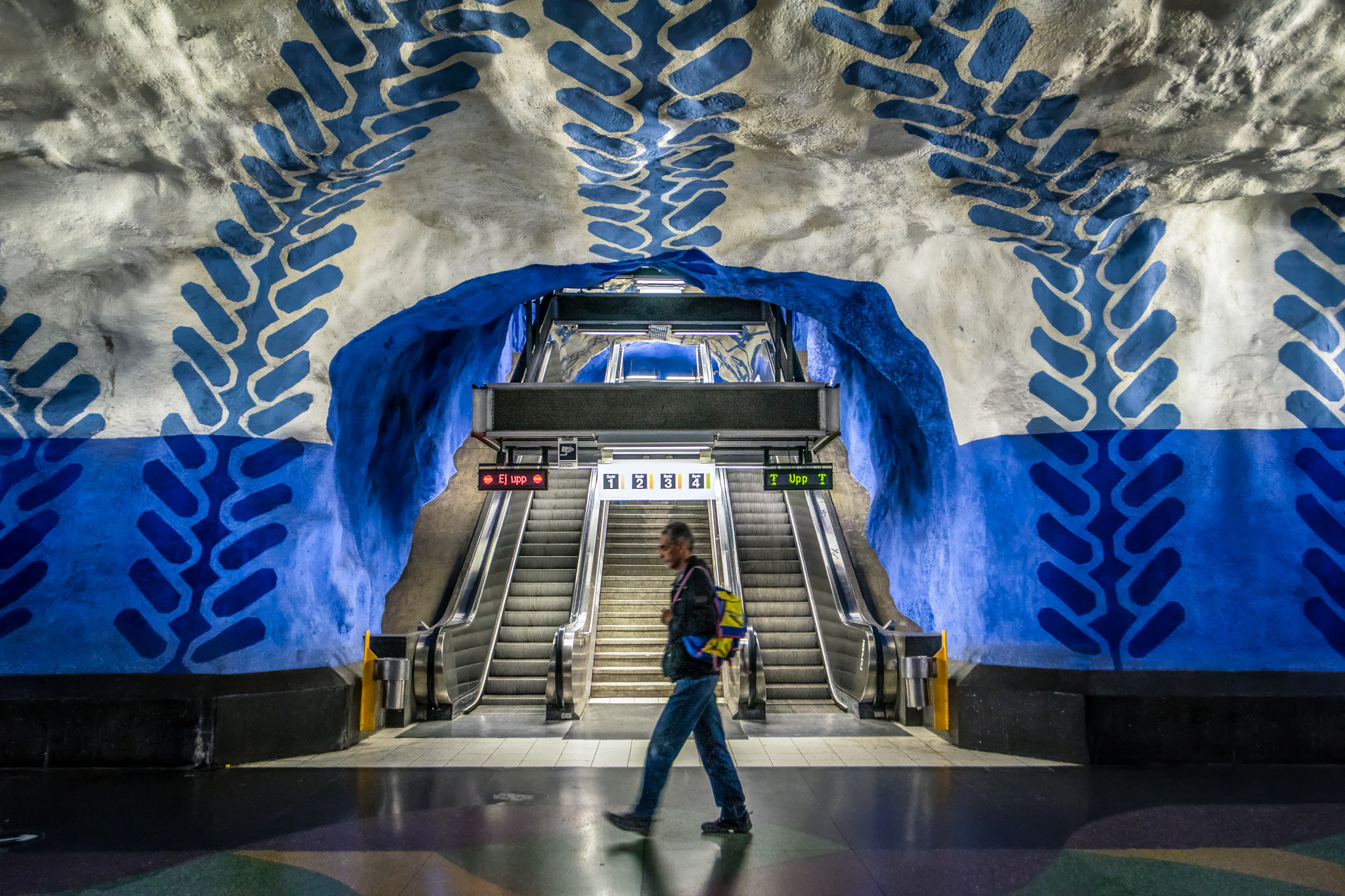
Стокгольмський метрополітен, Станція «T-Centralen»

Метрополіте́н, скорочено метро́ — вид громадського транспорту, різновид підземної залізниці. Лінії метро, на відміну від трамвая, завжди прокладають окремо від вуличного транспорту: найчастіше в тунелях, іноді на естакадах чи просто наземно.
Потяги метро складаються з кількох вагонів. Ширина колії метрополітену неоднакова в різних країнах: зазвичай відповідає прийнятій ширині колії залізниці. Живлення потягів метро електричним струмом виконується від третьої рейки за радянськими нормативами, в інших країнах буває від повітряної контактної мережі (наприклад, у Відні).
Будівництво метрополітену вимагає великих капіталовкладень — тому економічно виправдане лише в містах із великими пасажиропотоками.

## Визначення метрополітену
В Україні метрополітен чітко виділяється від інших видів транспорту нормативно-правовими актами, зокрема правилами технічної експлуатації. Але ж де-факто у світі через велику різноманітність систем швидкісного транспорту складно зробити їхню однозначну класифікацію, тож усі визначення метрополітену умовні. Щодо більшості транспортних систем можна з упевненістю сказати, що вони або є, або, навпаки, не є метрополітенами, але в той самий час існує ряд «споріднених» транспортних систем. Кінцеве рішення, чи віднести транспортну систему до метрополітенів, чи ні, залежить від прийнятого визначення — або може робитися емпірично.

### Основні ознаки метрополітену
Роберт Швандль, автор книг і творець авторитетного сайту про метрополітен , пропонує такі визначальні ознаки метрополітену:
- використовується в урбанізованій місцевості (у містах, агломераціях, конурбаціях);
- працює виключно на електричній тязі та з робочим інтервалом в денний час не більше 10 хвилин;
- повністю відокремлений від залізничного, вулично-дорожнього або пішохідного рухів;
- збіг рівня підлоги вагона й перону, але ця ознака необов'язкова.

Вищенаведене визначення не є безперечним: метрополітен Чикаго має однорівневі перетинання з дорогами, ряд метрополітенів у минулому працювали на інших видах тяги (парова, канатна), а в деяких метрополітенах є окремі ділянки з низькою інтенсивністю роботи. З іншого боку, під таке визначення метрополітену підпадає, наприклад, підвісна залізниця у Вупперталі (вона описується на сайті Швандля як повноцінна система метрополітену), що недопустимо з точки зору інших визначень, що накладають обмеження на технічну реалізацію метрополітену:
- рухомий склад і дорога технічно подібні до залізниць загального призначення («важкі»);
- рухомий склад і дорога використовує зв'язку «сталеве колесо—рейка» (включаючи «легкі» системи та монорейки);
- рухомий склад спирається на дві нитки рейки через колісні пари (включаючи гумовошинні);
- рухомий склад рухається по напрямній структурі (включаючи навісні монорейки);
- рухомий склад рухається під дією напрямної структури (включаючи і підвісні монорейки).

Ряд визначень оперує не лише якісними ознаками, але й чисельними параметрами транспортних систем, такими як:
- навантаження на вісь;
- мінімальні радіуси кривих;
- максимальні нахили;
- габарити рухомого складу тощо.

### Невизначальні ознаки
Як правило, транспортні фахівці не вважають визначальною ознакою спосіб розміщення траси (підземний, наземний, надземний), хоча в республіках колишнього СРСР існує стереотип метрополітену як переважно підземного виду транспорту.
Також не є визначальною прийнята система живлення струмом (контактний дріт, контактна рейка, струмоведуча шина) та інші параметри, наведені в переліках вище, якщо система має вигляд, схожий на метрополітен.

## Основні властивості
У містах з історичною забудовою лінії метро, зазвичай, прокладені під землею і лише інколи виходять на поверхню або на естакади. Габарити і маса рухомого складу можуть досягати залізничних стандартів, хоча, зазвичай, поступаються їм. Поїзди налічують, як правило, 4—8 вагонів. Діаметр тунелів досягає 5—6 метрів (але в багатьох системах зустрічаються й вужчі тунелі, наприклад в Берліні ширина вузькопрофільних тунелів — всього 2,3 метра), граничні нахили більші, ніж на залізницях загального призначення, але менші, ніж на трамваї, мінімальні радіуси закруглення значно більше трамвайних. Платформи на станціях зазвичай мають довжину 100—160 м і ширину 5—20 м. Лінії метрополітену зазвичай проходять уздовж містотвірних осей і є каркасом міської транспортної системи. Вартість спорудження метрополітену вельми залежить від умов будівництва; типова вартість кілометру підземної лінії мілкого закладення — порядку 30 мільйонів доларів США (без врахування станцій).
У різних країнах улаштування й параметри метрополітенів помітно відрізняються (наприклад, бувають майже повністю наземні системи), але відмінними рисами метрополітену є використання електричної тяги, висока інтенсивність і швидкість руху поїздів, великий пасажиропотік, відсутність перетину з іншими мережами інфраструктури на одному рівні. Розміри метрополітенів знаходяться в діапазоні від 2-кілометрової лінії «міні-метро» в ізраїльській Хайфі (див. Кармеліт) до нью-йоркської системи «підземок» і «надземок» із загальною довжиною ліній понад 1300 км.
Різновидом метрополітену або близькими до нього за властивостями транспортними системами (залежно від прийнятого визначення) є легкий метрополітен, метротрам, S-Bahn.

## Термінологія
Назва «метрополітен» (метро) прийнята в багатьох країнах. Походить від назви компанії «metropolitan Railway» («столична залізниця»), що побудувала першу подібну дорогу в Лондоні. У той же час в самій Великій Британії використовується термін underground («підземка»), а в США та Канаді — як subway («сабвей»), так і «метро». Лондонці метро називають tube (прямий переклад — «труба»).
У 1900 році в Парижі відкрилася перша лінія метро, а її експлуатувальна компанія отримала назву «Compagnie du chemin de fer Métropolitain de Paris» («Компанія столичної залізниці Парижа»). Входи й виходи зі станцій стали позначатися словом Métropolitain, пізніше — Métro. Звідти ці терміни прийшли в українську мову. У сучасній українській мові слово «метро» середнього роду, проте до 30-х років XX століття вживалося в чоловічому роді.
Своя система пов'язаної з метрополітеном термінології використовується в німецькомовних країнах. Найпоширеніші терміни — U-Bahn і S-Bahn. Термін U-Bahn є скороченням від Untergrundbahn (підземна залізниця). U-bahn ближчий до метро в українському розумінні, оскільки є внутрішньоміським транспортом, здебільшого розташованим під землею. S-Bahn (від Stadtbahn — міська залізниця; у Берліні спочатку SS-Bahn від Schnellstadtbahn — швидкісна міська залізниця) ближчий до приміських залізничних поїздів.
У містах S-bahn інколи має підземні ділянки, і часто інтегрований з U-bahn, наприклад, у Берліні лінії U-Bahn і S-Bahn утворюють єдину й інтегровану систему міського транспорту. У наш час[коли?] термін S-Bahn зазвичай не розшифровується як скорочення, а термін Stadtbahn набув іншого значення, див. штадтбан. Також існує термін Hochbahn, що означає траси метро, прокладені на естакадах.
У містах США також часто використовується інтегрована система метрополітену і наземних рейкових ліній. Іноді їхні шляхи проходять по естакадах, у зв'язку з чим для таких ліній використовується термін «надземка» (англ. elevated або el, L — «піднята») — див. естакадний транспорт.

## Історія

### Лондон
Завдяки економічному, політичному, культурному розквіту у Великій Британії вже в середині 19 століття назріла необхідність вирішити проблему росту пасажиропотоку в столиці. Одним із рішень було організувати рух у підземних тунелях міста, що дозволяло в повній мірі використовувати швидкість, надійність та зручність руху, оскільки тут відсутні перетини шляхів та зустрічні потоки транспорту і пішоходів. Тому в 1863 році в Лондоні споруджується перша у світі підземна залізниця (метро). Поїзди тут рухалися за допомогою паровозів. Дим заповнював тунелі, кіптява осідала на вагонах і на облицюванні станцій та вестибюлів, затемнюючи і без того бліде освітлення.
Але все ж таки підземні поїзди ходили набагато швидше, ніж карети й дилижанси на вулицях. Населення Лондона все частіше користувалось саме цим засобом пересування, і за небачено короткий час потік пасажирів метро збільшився настільки, що перевершив найоптимістичніші сподівання.

### Інші міста
У наступні десятиліття метрополітени почали споруджувати у багатьох великих містах світу. Приклад Лондона наслідували Ліверпуль і Глазго, Нью-Йорк і Чикаго, Берлін і Гамбург, Мадрид, Токіо, Будапешт, Буенос-Айрес, Афіни, Париж та інші.
15 травня 1935 вперше відчинилися двері тринадцяти станцій першої черги Московського метрополітену. Людей зустріли казкові підземні палаци, де не відчувався гнітючий морок підземелля, де різнокольоровий мармур і полірований граніт підкреслюють тонкі переливи кришталю та блиск позолоти. Саме тоді склалася радянська традиція багатого оздоблення станцій, що, окрім суто естетичної функції, відігравала певну пропагандистську роль. Слід зазначити, що роботи з оздоблення станцій складають лише невеличку частину від загальних витрат будівництва підземних ліній.
У 1955 відкрився рух на підземній залізниці в Ленінграді.
У 1960 почав діяти Київський метрополітен, в 1975 — Харківський метрополітен, в 1995 — Дніпровський метрополітен.
У 1986 почав діяти Криворізький швидкісний трамвай, який є прикладом так званого «легкого метро».
Будівництво метрополітену в Донецьку зупинено.

### Хронологія будівництва діючих систем метрополітену
- 1863 — Лондон (Велика Британія)
- 1869 — Афіни (Грецьке королівство) (на час відкриття наземна, на паровозній тязі)
- 1875 — Стамбул (Османська імперія)
- 1885 — Нью-Йорк (США)
- 1896 — Глазго (Велика Британія)
- 1896 — Будапешт (Австро-Угорська імперія)
- 1897 — Бостон (США)
- 1898 — Відень (Австро-Угорська імперія)
- 1900 — Париж (Французька республіка)
- 1901 — Вупперталь (конурбація Рейн-Рура, Німецька імперія)
- 1902 — Берлін (Німецька імперія)
- 1907 — Філадельфія (США)
- 1912 — Гамбург (Німецька імперія)
- 1913 — Буенос-Айрес (Аргентина)
- 1919 — Мадрид (Іспанія)
- 1924 — Барселона (Іспанія)
- 1927 — Токіо (Японія)
- 1928 — Осло (Норвегія)
- 1933 — Осака (Японія)
- 1935 — Москва (СРСР)
- 1943 — Чикаго (США)
- 1950 — Стокгольм (Швеція)
- 1954 — Торонто (Канада)
- 1955 — Санкт-Петербург (СРСР), Клівленд (США), Рим (Італія)
- 1957 — Нагоя (Японія)
- 1959 — Лісабон (Португалія), Хайфа (Ізраїль)
- 1960 — Київ (СРСР)
- 1964 — Мілан (Італія)
- 1966 — Тбілісі (СРСР), Монреаль (Канада)
- 1967 — Баку (СРСР)
- 1968 — Роттердам (Нідерланди)
- 1969 — Пекін (КНР), Мехіко (Мексика)
- 1971 — Саппоро (Японія), Мюнхен (Федеративна Республіка Німеччина)
- 1972 — Йокогама (Японія), Нюрнберг (Федеративна Республіка Німеччина)
- 1973 — Сан-Франциско (США), Пхеньян (КНДР)
- 1974 — Сан-Паулу (Бразилія), Сеул (Корея), Прага (Чехословацька Соціалістична Республіка)
- 1975 — Сантьяго (Чилі), Антверпен (Бельгія), Харків (СРСР), Новий Афон (СРСР)
- 1976 — Вашингтон (США), Брюссель (Бельгія)
- 1977 — Ташкент (СРСР), Марсель (Франція), Амстердам (Нідерланди), Кобе (Японія)
- 1978 — Ліон (Франція), Едмонтон (Канада)
- 1979 — Ріо-де-Жанейро (Бразилія), Атланта (США), Сянган (Китай, в той час Велика Британія), Бухарест (Румунія)
- 1980 — Тяньцзинь (Китай), Ньюкасл-апн-Тайн (Велика Британія)
- 1981 — Єреван (СРСР), Кіото і Фукуока (Японія)
- 1982 — Гельсинки (Фінляндія)
- 1983 — Каракас (Венесуела), Лілль (Франція), Шарлеруа (Бельгія)
- 1984 — Мінськ (СРСР), Маямі (США), Маніла (Філіппіни), Калькутта (Індія), Волгоград (СРСР)
- 1985 — Нижній Новгород (СРСР), Ресифі і Порту-Алегрі (Бразилія), Штутгарт (Федеративна Республіка Німеччина), Кітакюсю (Японія), Пусан (Корея), Зерфаус (Австрія)
- 1986 — Ванкувер (Канада), Белу-Оризонті (Бразилія), Новосибірськ (СРСР)
- 1987 — Самара (СРСР), Сингапур (Сингапур), Детройт і Балтимор (США), Сендай (Японія), Каїр (Єгипет)
- 1988 — Пітсбург (США), Валенсія (Іспанія)
- 1990 — Генуя (Італія)
- 1991 — Єкатеринбург (Росія), Монтеррей (Мексика), Лозанна (Швейцарія)
- 1992 — Тулуза (Франція)
- 1993 — Неаполь (Італія), Сент-Луїс і Лос-Анджелес (США)
- 1994 — Гвадалахара (Мексика), Хіросіма (Японія)
- 1995 — Дніпро (Україна), Медельїн (Колумбія), Більбао (Іспанія), Лас-Вегас (США), Шанхай (Китай), Варшава (Польща)
- 1996 — Куала-Лумпур (Малайзія), Анкара (Туреччина), Тайбей (Тайвань)
- 1997 — Джексонвілл (США), Гуанчжоу (Китай), Тегу (Республіка Корея)
- 1998 — Софія (Болгарія)
- 1999 — Бангкок (Таїланд), Тегеран (Іран), Інчхон (Республіка Корея), Катанія (Італія)
- 2000 — Ізмір (Туреччина)
- 2001 — Бразиліа (Бразилія)
- 2002 — Ліма (Перу), Делі (Індія), Бурса (Туреччина), Копенгаген (Данія), Ренн (Франція)
- 2003 — Далянь (Китай), Наха (Окінава, Японія)
- 2004 — Міннеаполіс (США), Ухань (Китай), Кванджу (Корея), Гаага (Нідерланди), Сан-Хуан (США)
- 2005 — Вальпараїсо (Чилі), Казань (Росія), Порту (Португалія), Нанкін и Чунцин (Китай)
- 2006 — Валенсія (Венесуела), Теджон (Корея), Турин (Італія)
- 2007 — Палма (Іспанія, Балеарські острови, каталанські країни), Маракайбо (Венесуела)
- 2008 — Гаосюн (Тайвань), Перуджа (Італія)
- 2009 — Севілья (Іспанія), Санто-Домінго (Домініканська Республіка), Адана (Туреччина), Дубаї (ОАЕ)
- 2010 — Ченду (КНР), Шеньян (КНР), Фошань (КНР), Мекка (Саудівська Аравія)
- 2011 — Алжир (Алжир), Алмати (Казахстан), Мешхед (Іран), Сіань (КНР), Бангалор (Індія)
- 2012 — Куньмін (КНР), Сучжоу (КНР), Форталеза (Бразилія), Ханчжоу (КНР)
- 2013 — Брешія (Італія), Харбін, Чженчжоу (КНР)
- 2014 — Нінбо (КНР), Панама (Панама), Сальвадор (Бразилія), Усі (КНР), Чанша (КНР), Шираз (Іран)
- 2015 — Джайпур (Індія), Ісфахан (Іран), Наньчан (КНР), Тебріз (Іран), Циндао (КНР), Ченнаї (Індія)
- 2016 — Дуньгуань (КНР), Наньнін (КНР), Фучжоу (КНР), Хефей (КНР)
- 2017 — Ґуйян (КНР), Кочі (Індія), Лакхнау (Індія), Сямень (КНР), Таоюань (Тайвань), Гайдарабад (Індія), Шицзячжуань (КНР)
- 2018 — Урумчі (КНР)
- 2019 — Нагпур (Індія), Джакарта (Індонезія), Цзінань (КНР), Доха (Катар), Ланьчжоу (КНР), Чанчжоу (КНР), Хух-Хото (КНР)
- 2020 — Тайюань (КНР)
- 2021 — Лоян (КНР), Ханой (В'єтнам)

## Будівництво

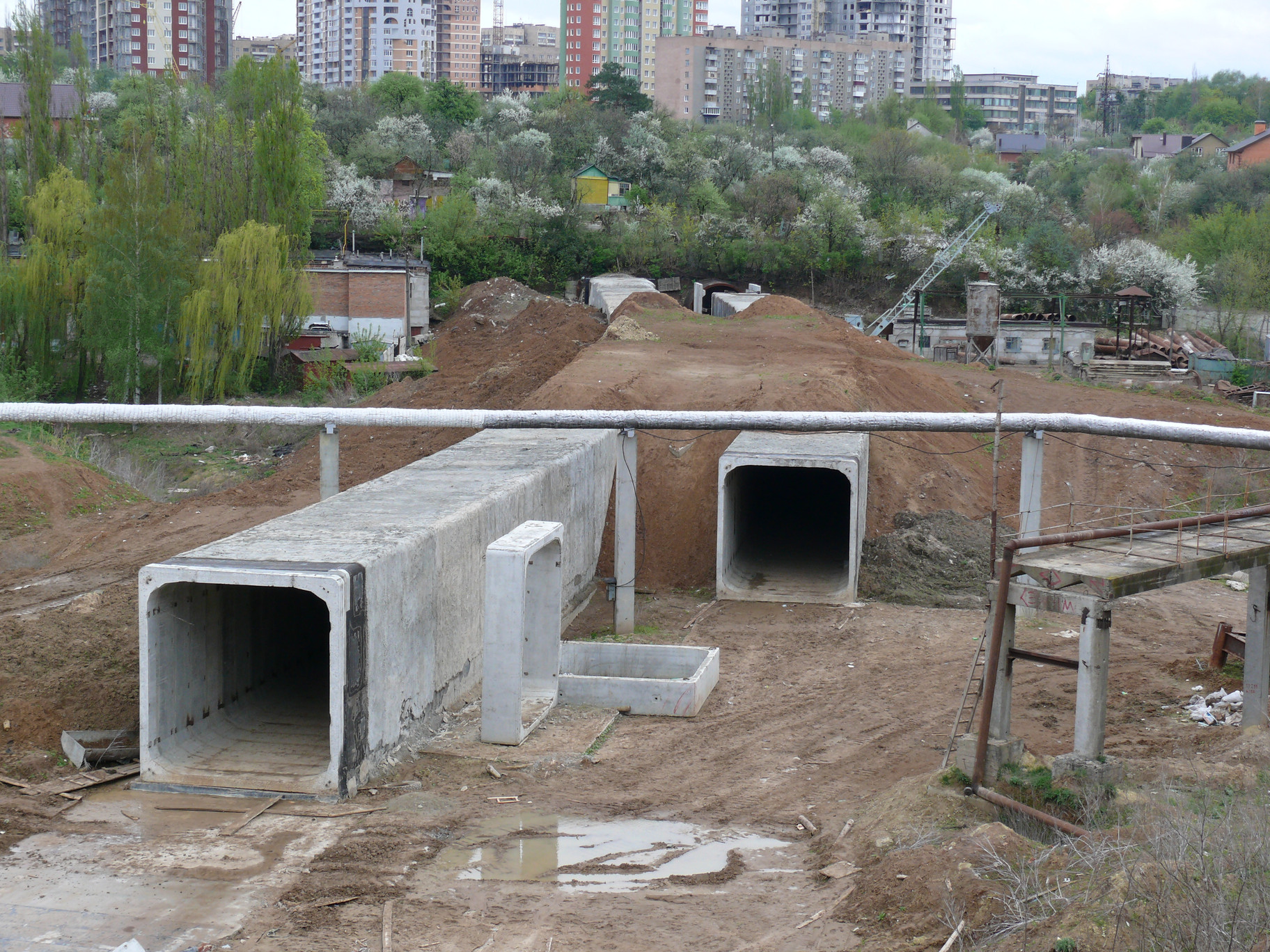
Будівництво відкритим способом Олексіївської лінії Харківського метрополітену

Будівництво метро, особливо його підземних ділянок, коштує дорого, тому економічно було виправдане лише у великих містах (у Радянському Союзі такими вважалися міста з населенням від 1 мільйона мешканців).
Розрізняють закритий спосіб будівництва тунелей метро за допомогою тунельопрохідницьких щитів і відкритий, при якому тунелі й станції будуються в котлованах або на поверхні й після засипаються ґрунтом. Будівництво метро може також проходити на мостах, естакадах та просто на поверхні.
Закритий спосіб застосовується при будівництві ліній глибокого закладання, коли цього вимагають гідрогеологічні умови, або необхідно зберегти забудову в містах; в інших випадках станції неглибокого закладання будують відкритим способом. Застосовують також мішаний («московський») спосіб, коли станції будуються відкритим способом, а тунелі закритим; при цьому немає необхідності переносити комунікації, тимчасово закривати дороги тощо, тому будівництво є дешевшим.  Необхідно також ураховувати, що ці цифри приведені для одного одноколійного тунелю. Ураховуючи, що метрополітен зазвичай будується двоколійним, при розрахунках ціни необхідно помножити на 2.

## Рухомий склад
Потяг метро складається з декількох вагонів: двох головних вагонів, що мають кабіни управління, і проміжних, причеплених між ними. Вагон метро зазвичай довше одинарного трамвайного, але коротше залізничного. Довжина вагонів метро типів А, Би, В, Г, Д, Е (Е-КМ), Еж-3, 81-717/714 і 81-720/721 «Яуза» становить 19—20 метрів, а вагонів моделі 81-740/741 «Русич» — 27—28 метрів. Поїзди метро живляться від мережі постійного струму — як правило, від третьої (контактної) рейки, напруга якої становить 550—975 вольт постійного струму.
У метро також експлуатуються контактно-аккумуляторні електровози й мотовози для перевезення шляхових машин, вантажів, робітників у нічний час, коли напруга на контактній рейці знята.

## Станція метрополітену
Станції використовуються для посадки й висадки пасажирів з вагонів. Станції сполученні з поверхнею за допомогою вестибюля, ескалатора й турнікетів, що здійснюють пропуск пасажирів.

## Інфраструктура

### Метроміст
Метроміст — міст, яким проходить лінія метрополітену. В деяких випадках застосовують поєднаний метроміст — двоярусний міст, на верхньому ярусі якого розташовується авто- або залізниця, а на нижньому — метро. Також є станції метрополітену, розташовані на метромостах, наприклад, Дніпро в Києві.

### Колія йоборотний тупик
Рух потягів на станціях здійснюється по 1 і 2 головних станційних коліях. На станціях з колійним розвитком 3 і т. д. станційні колії за станцією, як правило, є оборотними. Додаткові колії часто мають перехресні з'їзди. Перехід з 1 на 2 головну колію здійснюється через 3 або 4 станційну колію, якщо вони є. Іноді влаштовуються звичайні зашерсні чи протишерсні з'їзди між 1 та 2 головними коліями. Додаткові колії та з'їзди слугують для обороту рухомого складу на кінцевих станціях, а на проміжних станціях лінії в разі організації зонного руху або непланового припинення руху на окремих ділянках. За наявності в тупику пункту технічного обслуговування (ПТО), в години роботи ПТО за графіком рухомий склад обертається лише по одній з двох оборотних колій 3 або 4. Інша оборотна колія використовується для технічного обслуговування (огляд і дрібний ремонт) рухомого складу. Під час стоянки рухомого складу працівниками ПТО знімається напруга з контактної рейки за допомогою роз'єднувача з ручним приводом. У нічний час на оборотних коліях за графіком здійснюється відстій рухомого складу. Одна з оборотних колій буває вживана й уночі, на ній обертаються мотовози. У разі несправності рухомого складу на лінії в години інтенсивного руху «час пік» за командою поїзного диспетчера потяг забирається з головних колій на одну з оборотних колій найближчої станції. У нічний час потяг перегоняють в електродепо приписки. Розглянута схема передбачає наявність двох оборотних станційних колій; існує також схема організації руху на кінцевих станціях з однією оборотною колією, проте вона використовується рідко і лише на центральних станціях, де частота використання оборотної колії низька.

### Інженерний корпус
В інженерному корпусі метрополітену розташований центр управління рухом потягів і роботою всіх технологічних установок (електротехнічних, зв'язку й автоматики, сантехнічних тощо), які забезпечують експлуатацію метрополітену. Інженерний корпус оснащено всіляким устаткуванням і пристроями. У ньому також знаходиться управління роботою метрополітену й апарат різних служб. Комп'ютери, що знаходяться в інженерному корпусі, стежать за злагодженістю системи: інтервалом руху поїздів тощо.

### Електродепо
Електродепо в метрополітені — підприємство, що експлуатує й ремонтує рухомий склад метрополітену.

### Електрогосподарство
Напруга живлення рухомого складу метрополітену в пострадянських країнах становить 550—975 Вольт постійного струму. Електроживлення РС отримує через тягову мережу, що складається з контактної та відсмоктувальної мереж, від тягових (Т) або суміщених тягово-знижувальних підстанцій (СТП).
Підстанції Т та СТП отримують живлення напругою 6-10 кВ від енергосистеми міста або від суміжних СТП. В більшості випадків СТП пов'язані між собою перемичками для підвищення надійності енергосистеми.
Окрім СТП та Т існують трансформатроні підстанції (ТП), що забезпечують електроенергією ескалатори, СЦБ, освітлення, вентиляцію і т.ін. окрім живлення тягової мережі. Зокрема СТП — це є поєднання Т та ТП в одній електроустановці.
Також до електрогосподарства належить система кабельних мереж, окрім зв'язку, освітлення.

### Гейт
Гейти — це місця з'єднання метрополітенівської і залізничної мереж. Гейти використовуються здебільшого для того, щоб привезені залізницею вагони метро й залізничні рейки завезти в метрополітен (при цьому ходові рейки сполучної гілки плавно переходять в колії метрополітену, оскільки ширина колії у них однакова). Найчастіше сполучні гілки із залізницею розташовуються біля електродепо метрополітену.